# Cupido fusca
Cupido fusca är en fjärilsart som beskrevs av Stetter-stättermayer 1937. Cupido fusca ingår i släktet Cupido och familjen juvelvingar. Inga underarter finns listade i Catalogue of Life.